# Fedja Vraničar
Fedja Vraničar, slovenski častnik in obrambni ataše, * 1949, † 2018.
Polkovnik Vraničar je bil obrambni ataše v Italiji.

## Vojaška kariera
- Poveljnik voda Ig 1991
- Poveljnik prvega učnega centra v Šentvidu
- Poveljnik gorskega bataljona
- Poveljnik 3. pokrajinskega poveljstva SV
- obrambni ataše v Italiji (februar 1998 - 1. maj 2002)
- Vodja oddelka za mednarodno sodelovnje na GŠSV
- Vodja J-3, GŠSV
- Predstavnik SV pri v poveljstvu Južnega krila NATO v Neaplju